# Fagor Electrodomésticos
 (novembre 2020).
Fagor Electrodomésticos était une entreprise espagnole de fabrication de biens d'équipements domiciliée à Arrasate au Pays basque. C'était une filiale de la plus grande coopérative du monde : Corporation Mondragon. 

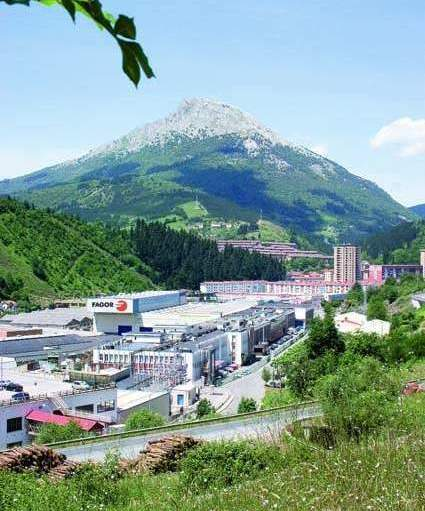
Usine de Fagor à Mondragón

Le 6 novembre 2013, la division Fagor-Brandt France et l'ensemble du groupe espagnol Fagor annoncent leur dépôt de bilan. La branche Brandt (Brandt, Sauter, Vedette et De Dietrich) est reprise par le conglomérat algérien Cevital.

## Historique
En 2005, le groupe Fagor a racheté au groupe israélien Elco Ltd. (en), l'entreprise Elco-Brandt, anciennement Brandt SA , avec ses marques Brandt, De Dietrich, Sauter, Thomson et Vedette en France, et Ocean et San Giorgio en Italie. 
Elco-Brandt a été renommée Fagor-Brandt et est la filiale française du groupe.
Possédant déjà la marque Fagor, le groupe décide alors d'abandonner la commercialisation de la marque Thomson en France et de faire de De Dietrich une marque internationale haut de gamme. Néanmoins, la marque Thomson est relancée en 2010 ;  mais le choix du groupe de vendre uniquement sur internet est rapidement abandonné.
En 2013, l'usine marocaine de Fagor située à Mohammédia ferme. Elle produisait des réfrigérateurs pour le Maghreb, sa fermeture a entrainé le licenciement de 70 ouvriers.
Le 7 novembre 2013, Fagor-Brandt, filiale française du groupe qui emploie 1.800 salariés, a été mis en redressement judiciaire par le tribunal de commerce de Nanterre qui a fixé une période d'observation de six mois.
Quatre offres de reprises ont été faites dont celle du conglomérat algérien Cevital. Celui-ci offre la meilleure garantie pour la préservation de l'emploi des salariés proposant de reprendre 1200 personnes sur les 1800 salariés.
En juillet 2014, les activités espagnoles du groupe Fagor ont été reprises par un repreneur local, le groupe CNA, l'entreprise produisait déjà des appareils électroménagers sous la marque Cata
En novembre 2015, l'usine polonaise du groupe Fagor à Wrocław a été reprise par BSH Hausgeräte,.

## Marques
Fagor fabriquait et distribuait les marques d'électroménager suivantes :
- Marques locales : Brandt, Vedette, Sauter et Thomson pour la France, Ocean et San Giorgio pour l'Italie, Edesa pour l'Espagne, Mastercook pour la Pologne
- Marques internationales : Fagor et De Dietrich

En France, Fagor est présent via sa filiale FagorBrandt, issue du rachat du groupe Brandt par Fagor en juin 2005.
En Pologne, Fagor est présent via sa filiale FagorMastercook, issue du rachat de Mastercook par Fagor en 1998.

## Production
Plus de sept millions d'appareils étaient vendus chaque année. 
Le groupe possédait 16 usines, situées en Espagne, en France, en Italie, en Pologne, au Maroc et en Chine.
Les produits vendus en France étaient fabriqués sur les sites suivants :
- Orléans et Vendôme : hottes, fours, tables vitrocéramique et induction[14],[15] ;
- Verolanuova (Italie) : réfrigérateurs, congélateurs armoire et cave à vin[16] ;
- La Roche-sur-Yon et Aizenay : lave-vaisselle, sèche-linge, lave linge top séchant, micro-ondes[17] ;
- Lyon : lave-linge top[18] ; l'usine a été vendue mais continue à fournir FagorBrandt en lave-linge, jusqu'en 2015, année de transfert de la production en Pologne[19],[20].

## Filmographie
- Les Fagor et les Brandt, documentaire de Hugues Peyret et Anne Argouse, 2007.